# Liste deutscher Automobilclubs
Die Liste deutscher Automobilclubs umfasst alle deutschen Automobilclubs, zu denen Artikel in der deutschsprachigen Wikipedia vorliegen. Sofern der jeweilige Club einen spezifischen Schwerpunkt aufweist, wird dieser in entsprechenden Spalte genannt. Die Angaben zu den Mitgliederzahlen stammen, soweit nicht anders angegeben, aus den Artikeln.
| Name                                               | Gründungsdatum    | Schwerpunkt                                          | Mitgliederzahl                       | Sitz              | Rechtsform |
| -------------------------------------------------- | ----------------- | ---------------------------------------------------- | ------------------------------------ | ----------------- | ---------- |
| ACV Automobil-Club Verkehr                         | 23. November 1962 |                                                      | ca. 480.000 (2021)                   | Köln              | e.V.       |
| ADAC                                               | 24. Mai 1903      |                                                      | 21.424.663 (1. Januar 2023)          | München           | e.V.       |
| Allgemeiner Schnauferl-Club                        | 25. Mai 1900      | Oldtimer                                             | 1.500                                | Mannheim          | e.V.       |
| Amicale Citroën                                    | 2004              | Club von Citroën-, DS Automobiles- und Panhard-Clubs | 12.000 in den Clubs                  | k. A.             | k. A.      |
| Auto Club Europa                                   | 16. Juli 1965     |                                                      | 628.933 (31. Dezember 2020)          | Stuttgart         | e.V.       |
| Auto- und Reiseclub Deutschland                    | 1928              |                                                      | 150.000 (31. August 2021)            | Bad Windsheim     | e.V.       |
| Automobilclub von Deutschland                      | 1899              |                                                      | 1.398.423 (31. Dezember 2021)        | Frankfurt am Main | e.V.       |
| Berliner Automobil-Club                            | 1900              | Berlin, Brandenburg                                  | 400 (2011)                           | Berlin            | e.V.       |
| BMW Club Deutschland                               | 15. März 1997     | BMW-Auto- und -Motorrad-Clubs in Deutschland         | 108 Clubs                            | Workerszell       | e.V.       |
| Bruderhilfe Automobil- und Verkehrssicherheitsclub | 1926              |                                                      | 36.000                               | Kassel            | e.V.       |
| Deutscher Automobil-Veteranen-Club                 | 30. März 1965     | Oldtimer                                             | 1.400                                | Tutzing           | e.V.       |
| Deutscher Damen Automobil Club                     | 18. Mai 1926      | Frauen                                               | ca. 300                              | Hannover          | e.V.       |
| Hessischer Automobil-Club                          | 1909              | ADAC-Ortsclub                                        | k. A.                                | Darmstadt         | e.V.       |
| Kraftfahrer-Schutz                                 | 1935              |                                                      | 680.000 (2021)                       | München           | e.V.       |
| Mobil in Deutschland                               | 24. November 1992 | ehemals Mobil in München                             | 15.000 (Februar 2022)                | München           | e.V.       |
| Neuer Automobil- und Verkehrs-Club                 | 4. April 1965     |                                                      | 74 Ortsclubs                         | Gerzen            | e.V.       |
| Schleswig-Holsteinischer Automobil-Club            | 24. Februar 1912  | Schleswig-Holstein                                   | 244 (August 2021)                    | Kiel              | e.V.       |
| Verein der Heckflossenfreunde                      | 1988              | Mercedes-Benz vor Baujahr 1977                       | 6.500–7.000                          | Ornbau            | e.V.       |
| Verkehrsclub Deutschland                           | 19. Juli 1986     |                                                      | 55.000                               | Berlin            | e.V.       |
| Württembergischer Automobilclub 1899               | 1899              | Innovation                                           | ca. 400 Einzel- und Firmenmitglieder | Stuttgart         | e.V.       |